# Vladimir Salnikov
Vladimir Valerijevitj Salnikov (ryska: Владимир Валерьевич Сальников), född 21 maj 1960, är en rysk för detta simmare som blev trippel olympisk guldmedaljör under OS 1980.
Han vann även fyra VM-guld mellan 1978 och 1982.

### Fotnoter
1. ↑  ”Vladimir Salnikov Bio, Stats, and Results - Olympics at Sports.reference.com”. sportsreference.com. Sportsreference. Arkiverad från originalet den 5 mars 2010. https://web.archive.org/web/20100305164825/http://www.sports-reference.com/olympics/athletes/sa/vladimir-salnikov-1.html. Läst 27 september 2015.
2. ↑  ”Arkiverade kopian”. Arkiverad från originalet den 24 augusti 2015. https://web.archive.org/web/20150824021342/http://www.fina.org/H2O/docs/histofina/swimming_50m.pdf. Läst 21 augusti 2015. HistoFINA - SWIMMING MEDALLISTS AND STATISTICS AT FINA WORLD CHAMPIONSHIPS (50M) (engelska)